# Seinfeld (sezonul 7)
Seinfeld este un sitcom american, creat de Larry David și Jerry Seinfeld (care, în plus, joacă rolul principal).  Episodul pilot al serialului a fost transmis în 5 iulie 1989, serialul propriu-zis debutând în mai 1990.  Deși n-a avut succes imediat, popularitatea sa a crescut cu timpul, încetul cu încetul.  În 1992 - 1993, în sezonul al IV-lea, s-a aflat pentru prima dată în topul 25 al serialelor după audiență, pentru ca în sezonul 1994 - 1995 să ajungă pe locul întâi.  Când ultimul episod al serialului a fost transmis pe 14 martie 1998, a fost vizionat de 76 milioane de telespectatori. 

## Lista de episoade
| №   | #  | Titlul                       | Regia         | Scenariul                                                          | Premiera           | Cod de producție | Audiență |
| --- | -- | ---------------------------- | ------------- | ------------------------------------------------------------------ | ------------------ | ---------------- | -------- |
| 111 | 1  | „The Engagement”             | Andy Ackerman | Larry David                                                        | 21 septembrie 1995 | 701              |          |
| 112 | 2  | „The Postponement”           | Andy Ackerman | Larry David                                                        | 28 septembrie 1995 | 702              |          |
| 113 | 3  | „The Maestro”                | Andy Ackerman | Larry David                                                        | 5 octombrie 1995   | 703              |          |
| 114 | 4  | „The Wink”                   | Andy Ackerman | Tom Gammill & Max Pross                                            | 12 octombrie 1995  | 704              |          |
| 115 | 5  | „The Hot Tub”                | Andy Ackerman | Gregg Kavet & Andy Robin                                           | 29 octombrie 1995  | 705              |          |
| 116 | 6  | „The Soup Nazi”              | Andy Ackerman | Spike Feresten                                                     | 2 noiembrie 1995   | 706              |          |
| 117 | 7  | „The Secret Code”            | Andy Ackerman | Alec Berg & Jeff Schaffer                                          | 9 noiembrie 1995   | 707              |          |
| 118 | 8  | „The Pool Guy”               | Andy Ackerman | David Mandel                                                       | 16 noiembrie 1995  | 708              |          |
| 119 | 9  | „The Sponge”                 | Andy Ackerman | Peter Mehlman                                                      | 7 decembrie 1995   | 709              |          |
| 120 | 10 | „The Gum”                    | Andy Ackerman | Tom Gammill & Max Pross                                            | 14 decembrie 1995  | 710              |          |
| 121 | 11 | „The Rye”                    | Andy Ackerman | Carol Leifer                                                       | 4 ianuarie 1996    | 711              |          |
| 122 | 12 | „The Caddy”                  | Andy Ackerman | Gregg Kavet & Andy Robin                                           | 25 ianuarie 1996   | 712              |          |
| 123 | 13 | „The Seven”                  | Andy Ackerman | Alec Berg & Jeff Schaffer                                          | 1 februarie 1996   | 713              |          |
| 124 | 14 | „The Cadillac: Part 1”       | Andy Ackerman | Larry David & Jerry Seinfeld                                       | 8 februarie 1996   | 714              |          |
| 125 | 15 | „The Cadillac: Part 2”       | Andy Ackerman | Larry David & Jerry Seinfeld                                       | 8 februarie 1996   | 717              |          |
| 126 | 16 | „The Shower Head”            | Andy Ackerman | Peter Mehlman & Marjorie Gross                                     | 15 februarie 1996  | 715              |          |
| 127 | 17 | „The Doll”                   | Andy Ackerman | Tom Gammill & Max Pross                                            | 22 februarie 1996  | 716              |          |
| 128 | 18 | „The Friars Club”            | Andy Ackerman | David Mandel                                                       | 7 martie 1996      | 718              |          |
| 129 | 19 | „The Wig Master”             | Andy Ackerman | Spike Feresten                                                     | 4 aprilie 1996     | 719              |          |
| 130 | 20 | „The Calzone”                | Andy Ackerman | Alec Berg & Jeff Schaffer                                          | 25 aprilie 1996    | 720              |          |
| 131 | 21 | „The Bottle Deposit: Part 1” | Andy Ackerman | Gregg Kavet & Andy Robin                                           | 2 mai 1996         | 721              |          |
| 132 | 22 | „The Bottle Deposit: Part 2” | Andy Ackerman | Gregg Kavet & Andy Robin                                           | 2 mai 1996         | 722              |          |
| 133 | 23 | „The Wait Out”               | Andy Ackerman | Scenariu de: Peter Mehlman Poveste de: Peter Mehlman & Matt Selman | 9 mai 1996         | 723              |          |
| 134 | 24 | „The Invitations”            | Andy Ackerman | Larry David                                                        | 16 mai 1996        | 724              |          |